# Ataenius pacificus
Ataenius pacificus är en skalbaggsart som beskrevs av Sharp 1879. Ataenius pacificus ingår i släktet Ataenius och familjen Aphodiidae. Inga underarter finns listade.